# Драган Луковски
Драган Луковски (Скопље, 21. март 1975) је бивши југословенски и српски кошаркаш. Играо је на позицији плејмејкера.

## Каријера
Кошарком је почео да се бави 1987 године у Спартаку из Суботице. Године 1989. сели се у Бачку Тополу са породицом где 1990. године дебитује у сениорској конкуренцији за КК Еђшег. Сезону 1991/92. игра за јуниорску селекцију Работничког из Скопља другу Македонску лигу. Следи позив из Спартака где проводи две сезоне углавном не добијајући шансу. На позив свог оца Јанка Луковског 1994. године прелази у Војводину у којој доживљава афирмацију.
Након једне сезоне у Војводини 1995. године прелази у Партизан као један од најперспективнијих плејмејкера у земљи. Године 1996. осваја првенство Југославије и бронзану медаљу са младом репрезентацијом на Европском првенству.
Године 1997. поново осваја првенство са Партизаном а добија и признање за МВП-ја финала плеј-офа. Исте године осваја бронзану медаљу са младом репрезентацијом на Светском првенству у Аустралији. То првенство завршава као други играч, први асистент и други стрелац. Наредну сезону осваја друго место у домаћем првенству и игра фајнал фор Евролиге са Партизаном (1998). Исте године дебитује у А репрезентацији са којом осваја златну медаљу на Светском првенству у Атини.
Године 1999. осваја Куп Југославије са Партизаном и бронзану медаљу са А репрезентацијом на Европском првенству у Француској. После четири године проведених у Партизану следи сезона у Црвеној звезди и учешће на Олимпијским играма 2000. у Сиднеју након којих одлази у иностранство у Фенербахче из Истанбула.
Године 2001. у октобру добија позив од француског клуба По Ортеза из Поа. Потписао је уговор на три недеље, а остао три године. За те три године постао је љубимац навијача. Одужио им се изванредним играма. Са Ортезом осваја Куп 2002. и 2003. и Првенство 2003. и 2004. Године 2003. добија признање МВП француског првенства, МВП купа и МВП француског Ол-стара.
У децембру 2004. године после повреде и операције због које паузира шест месеци потписује за грчки Македоникос са којим игра финале УЛЕБ купа. Године 2005. прелази у украјински Кијев где остаје једну сезону и игра финале ФИБА купа. Године 2006. прелази у Паниониос из Атине и игра ФИБА куп. Те сезоне следи нова тешка повреда, операција и нових шест месеци паузе. Године 2007. потписује за некадашњег првака Европе славни Лимож из Француске у ком, у децембру 2009. године, завршава играчку каријеру.

## Успеси

### Клупски
- Партизан :
  - Првенство СР Југославије (2) : 1995/96, 1996/97.
  - Куп СР Југославије (1) : 1999.

- По Ортез :
  - Првенство Француске (2) : 2002/03, 2003/04.
  - Куп Француске (2) : 2002, 2003.
  - Куп "Недеља асова" (1) : 2003.

### Репрезентативни
- Европско првенство до 22 године:  1996.
- Светско првенство до 22 године:  1997.
- Светско првенство:  1998.
- Европско првенство:  1999.